# Sergio Goycochea
Sergio Javier Goycochea (n. 17 octombrie 1963, Buenos Aires, Argentina) este un fost fotbalist argentinian care a evoluat pe postul de portar la mai multe formații din Argentina, printre care River Plate sau Racing Club de Avellaneda, precum și la echipa națională de fotbal a Argentinei, alături de care a reușit să ajungă în finala Campionatului Mondial din 1990. Este celebru datorită calității sale de a apăra penalty-uri.
După retragerea din activitatea de fotbalist profesionist, a devenit comentator sportiv la postul de televiziune argentinian Canal 13.

## Cariera
Primul club la care a evoluat Sergio Goycochea ca profesionist a fost Defensores Unidos, pentru care a evoluat între anii 1979 și 1982. În acest an, a reușit să obțină un transfer la River Plate, una din marile echipe ale campionatului argentinian. A evoluat la River Plate până în 1988, adunând 58 de prezențe pentru echipa de pe Estadio Monumental și reușind să câștige câteva trofee importante, printre care Copa Libertadores sau campionatul Argentinei. În 1988, an în care avea să debuteze și la echipa națională de fotbal a Argentinei, Goycochea a ajuns în curtea celor de la Club Deportivo Los Millonarios, o formație din Columbia.
În anul 1990, a fostz prezent la naționala Argentinei ca rezerva lui Nery Pumpido. Acesta s-a accidentat însă în meciul cu Uniunea Sovietică, iar Goycochea a devenit titularul porții Argentinei în următoarele meciuri. În sferturi, Iugoslavia a împins meciul cu sud-americanii până la penalty-uri, iar Goyco a reușit să nu primească doar două goluri din cele cinci lovituri de departajare executate, el apărând penalty-ul decisiv bătut de Faruk Hadzibegic. În semifinale, a reușit să apere două penalty-uri împotriva Italia, cele ale lui Roberto Donadoni și Aldo Serena, trimițând, practic, echipa sa națională în finala mondială. În meciul din ultimul act, împotriva Germania, a fost aproape să apere penalty-ul de 1-0 executat de Andreas Brehme, cel care avea, practic, să încheie finala și să aducă trofeul mondial nemților.
După Campionatul Mondial, a ajuns la formația Racing Club de Avellaneda, din țara sa natală. A evoluat pentru aceasta în 35 de partide, transferându-se apoi în Europa, pentru a evolua la formația franceză Stade Brestois 29, alături de alți mari fotbaliști, cum ar fi David Ginola sau Stephane Guivarc'h. Pentru că formația a intrat în colaps financiar și a fost retrogradată în liga a treia, Goycochea nu a stat foarte mult la aceasta, întărcându-se în 1992 în America de Sud, de data aceasta la formația paraguayană Cerro Porteño. Nici aici nu avea să stea foarte mult, iar peste câteva luni avea din nou să schimbe echipa.
După încă două evoluții care s-au întins pe perioada unei jumătăți de sezon la Olimpia Asuncion (Paraguay) și River, a ajuns la formația argentiniană Deportivo Mandiyu, pentru care a evoluat în 30 de partide. Sezonul 1995-1996 l-a găsit pentru prima oară la o echipă din Brazilia, Internacional Porto Alegre. La finalul sezonului, s-a întors în Argentina, unde a mai evoluat la Velez Sarsfield și la Newell's Old Boys. S-a retras din cariera de fotbalist în 1998.

## Meciuri la națională
| Argentina | Argentina | Argentina |
| An        | Meciuri   | Goluri    |
| --------- | --------- | --------- |
| 1987      | 1         | 0         |
| 1988      | 0         | 0         |
| 1989      | 0         | 0         |
| 1990      | 7         | 0         |
| 1991      | 13        | 0         |
| 1992      | 4         | 0         |
| 1993      | 16        | 0         |
| 1994      | 3         | 0         |
| Total     | 44        | 0         |

## Palmares

### Echipa națională
- Copa America (de două ori): 1991, 1993
- Cupa Kirin (o dată): 1992
- Cupa Confederațiilor (o dată): 1992
- Cupa Artemio Franchi (o dată): 1993

### Echipe de club
- Campion al Argentinei (o dată, cu River Plate) : 1985-1986
- Copa Libertadores (o dată, cu River Plate) : 1986
- Cupa Intercontinentală (o dată, cu River) : 1986
- Copa Interamericana (o dată, cu River) : 1987
- Campion al Paraguay-ului (de 2 ori: cu Cerro Porteno și Olimpia Asuncion) : 1992, 1993